# Macrocilix
Macrocilix is een geslacht van vlinders van de familie eenstaartjes (Drepanidae), uit de onderfamilie Drepaninae.

## Soorten
- M. maia Leech, 1888
- M. mysticata Walker, 1863
- M. orbiferata Walker, 1862
- M. taiwana Wileman, 1911